# Parhoplognathus limbatipennis
Parhoplognathus limbatipennis är en skalbaggsart som beskrevs av Ohaus 1905. Parhoplognathus limbatipennis ingår i släktet Parhoplognathus och familjen Rutelidae. Inga underarter finns listade i Catalogue of Life.